# Disconnection Notice
Disconnection Notice — п'ятий студійний альбом панк-рок гурту Goldfinger. Це останній альбом для одного з засновників гурту Ünloco гітариста, Браяна Артура, який після релізу альбому залишив гурт. Перший гітарист гурту, Чарлі Паулсон, знову приєднався до гурту після його виходу.

## Сингли
Сингл «Wasted» був виданий на радіо 25 січня 2005.
«Stalker» був виданий на радіо 17 травня 2005.

## Список композицій
Всі пісні написані Джоном Фельдманом, окрім «Wasted» та «Ocean Size», що написані спільно Джоном Фельдманом та Бенджі Медденом.
| #   | Назва                                                         | Тривалість |
| --- | ------------------------------------------------------------- | ---------- |
| 1.  | «My Everything» (за участі Ely Dye з City Sleeps)             | 2:38       |
| 2.  | «Wasted» (за участі Куїнна Оллмана з The Used на гітарі)      | 3:09       |
| 3.  | «Ocean Size» (за участі Берта МакКрекена з The Used)          | 2:54       |
| 4.  | «Uncomfortable»                                               | 2:37       |
| 5.  | «Too Many Nights»                                             | 3:08       |
| 6.  | «Damaged»                                                     | 2:56       |
| 7.  | «Behind the Mask» (за участі Dan Marsala з Story of the Year) | 2:58       |
| 8.  | «I Want» (за участі Філіпа Сніда з Story of the Year)         | 2:21       |
| 9.  | «Iron Fist»                                                   | 2:54       |
| 10. | «Walk Away»                                                   | 3:38       |
| 11. | «Faith»                                                       | 2:19       |
| 12. | «Stalker»                                                     | 2:46       |

| Бонусні треки японської версії | Бонусні треки японської версії | Бонусні треки японської версії |
| #                              | Назва                          | Тривалість                     |
| ------------------------------ | ------------------------------ | ------------------------------ |
| 13.                            | «Time»                         | 3:41                           |
| 14.                            | «Find A Way»                   | 2:44                           |
| 15.                            | «Get By»                       | 3:11                           |

## Учасники запису
- Джон Фельдман — ведучий вокал, ритм-гітара
- Дерін Пфайфер — ударні
- Келлі ЛеМ'є — бас-гітара
- Браян Артур — ведуча гітара

## Цікаві факти
- Трек No. 1, «My Everything», є саундтреком до відео-гри SSX on Tour.
- Трек No. 8, «I Want», є саундтреком до відео-ігор Burnout Revenge та Burnout Legends.
- Трек No. 7, «Behind The Bask» початково називався «FBI» (On Advance CD) але був перейменований у фінальній версії релізу.
- Трек No. 9, «Iron Fist», був написаний через рейд, що вілбувся у будинку Фельдмана.[6]